# ハッシュパピー 〜バスタブ島の少女〜
『ハッシュパピー 〜バスタブ島の少女〜』（原題: Beasts of the Southern Wild）は、ベン・ザイトリン監督による2012年のアメリカ合衆国のファンタジードラマ映画である。ルーシー・アリバーの舞台『Juicy and Delicious』を原作とし、アリバー自身とザイトリンが映画脚本を執筆した。本作はサンダンス映画祭で最高賞のグランプリ・観客賞を受賞した他、第65回カンヌ国際映画祭では新人監督賞のカメラ・ドールを獲得。また、第85回アカデミー賞では作品賞を含む4部門にノミネートされた。

## あらすじ
南ルイジアナのコミュニティーをモデルにした河川近くのバイユーの島『バスタブ』が物語の舞台である。この『バスタブ』は閉鎖的なコミュニティーであり、毎日がお祭り騒ぎであった。そこに住む少女ハッシュパピーは荒くれ者の父親ウィンクと二人で暮らし、「この世界は繊細な仕組みを持ちながら、命を持ち、呼吸をし、生きている。そして宇宙にあるすべてのものがうまく収まっている」と信じていた。やがて『バスタブ』の子供たちは自然淘汰や地球温暖化、生態系の変化を知り、『バスタブ』に存亡の危機が迫っている事を知る。そんなある日、『バスタブ』を100年に1度の大嵐が襲い、『バスタブ』は壊滅。ウィンクら大人たちが「堤防を破壊して島から水を排出する」という愚かな作戦の結果、『バスタブ』は命が死に絶えたドロドロの焦土と化してしまった。それを目の当たりにしたハッシュパピーは自分が大事にしてきた自然界の秩序が崩壊に向かい、有史以前の獰猛な猛獣たちが氷河の墓場から目覚め、大地を横切って全てを踏み潰しに来ると恐れるようになった。
一方、『バスタブ』の存在に気付いた政府は住民を島から強制退去させ難民キャンプに指定した病院に押し込めた。そこでハッシュパピーは父親から彼の余命がいくばくも無い事を知らされる。父親ウィンクの頼みで島に戻ろうと病院を抜け出したハッシュパピーだったが、どんどん弱っていくウィンクを見てられず、友人達と母親がいると信じている海の向こうのぼんやり光る場所に泳いで向かおうとするが、途中で謎の舟に拾われ、海辺でひっそりと営業するナイトクラブに連れて行かれる。そこで出会った娼婦から母親の得意料理だとウィンクから聞かされていたワニの唐揚げを出され、抱きしめてダンスをしたことでずっと想い焦がれていた愛情を感じたのだが、それを振り払って父親と『バスタブ』の元に帰り、迫り来る野獣たちから守ろうと決意する。

## キャスト
- ハッシュパピー - クヮヴェンジャネ・ウォレス（日本語吹替：矢島晶子）
- ウィンク - ドワイト・ヘンリー（日本語吹替：西凜太朗）

## 製作
映画は16mmフィルムで撮影され、ベン・ザイトリン監督は少数のプロスタッフとルイジアナ州モンテガットとその周辺住民たちと共に作り上げた。製作者たちは自らを「Court 13」と呼び、映画の最初と最後にクレジットされている。

## 公開
2012年1月20日サンダンス映画祭での上映後、2012年6月27日にニューヨークとロサンゼルスで限定公開され、その後拡大公開された。

## 批評家の反応
Metacriticでは41媒体のレビューを基に加重平均値を86/100とした。Rotten Tomatoesでは172件のレビューで支持率は85%で「フレッシュ」となった。